# Panjshirvallei

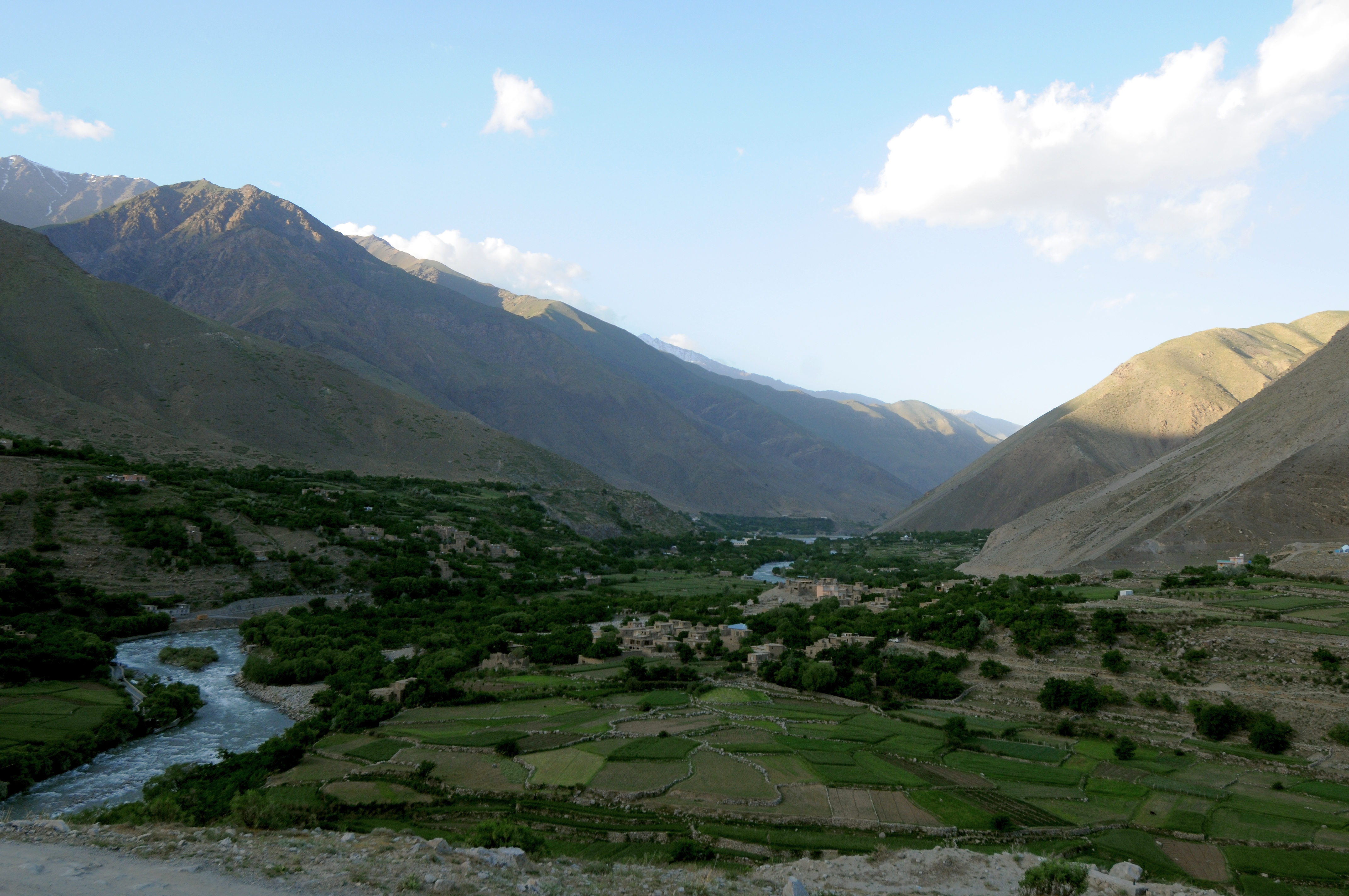
De Panjshirvallei in Afghanistan

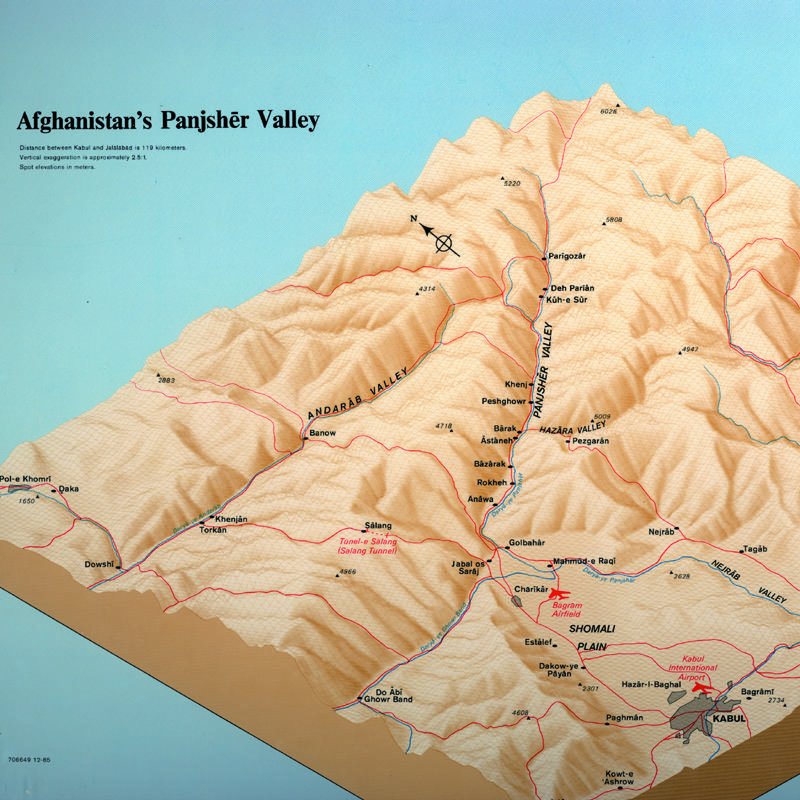
3D-kaart van de Panjshirvallei en het omringend gebied tot aan Kabul (1985)

De Panjshirvallei (Perzisch: درهٔ پنجشير - Vallei van de vijf leeuwen) is een dal in het noordoosten van Afghanistan, op 70 km ten noorden van de hoofdstad Kabul. De vallei vormt het hart van de gelijknamige provincie Panjshir, die in 2004 ontstond uit de provincie Parvan. De vallei heeft ruim 140.000 inwoners, onder wie een grote concentratie etnische Tadzjieken, de soennitische Panjshiri. De Perzische naam 'vijf leeuwen' zou volgens historici en de bewoners verwijzen naar de vijf pandava's ("beschermers") uit de hindoeïstische Mahabharata; vijf religieuze broers die de vallei als uitvalsbasis zouden hebben gebruikt.

## Geografie
De vallei ligt in het Hindoekoesj-gebergte, nabij de Salangpas en wordt doorsneden door de gelijknamige rivier Panjshir. De Salangpas verbindt samen met de  Anjomanpas de hoofdstad Kabul met de noordelijke regio Badachsjan en Oezbekistan. Deze route werd in de geschiedenis onder andere gebruikt door de legers van Alexander de Grote en Timoer Lenk. 

## Geschiedenis
In het gebied wordt smaragd gevonden. Plinius de Oudere schreef reeds in de 1e eeuw over de edelstenen uit de regio. In de middeleeuwen was de vallei bekend vanwege de zilvermijnen. De saffariden en de samaniden sloegen hier munten. In 1985 werden er kristallen aangetroffen van meer dan 190 karaat, die qua kwaliteit niet onder zouden hebben gedaan voor de beste kristallen uit de Colombiaanse mijnen bij Muzo. Na 2001 legden Amerikaanse bedrijven nieuwe wegen aan om de vallei beter te ontsluiten. Ook bouwden ze er een radiotoren, zodat de bewoners voor het eerst radiosignalen uit Kabul konden ontvangen. In 2008 werd er een windmolenpark gebouwd.
In de jaren 1980 werden er de Panjshir-offensieven uitgevochten tussen de Sovjets en de Afghaanse moedjahedien onder leiding van Achmed Sjah Massoed gedurende de Afghaanse Oorlog, waarna Massoed de vallei succesvol uit handen wist te houden van de taliban gedurende de daaropvolgende Afghaanse Burgeroorlog. Tijdens de ISAF-jaren werd het beschouwd als het veiligste gebied van het land.
Sinds het talibanoffensief en de val van Kabul op 15 augustus 2021 was de vallei het laatste gebied van het land dat nog niet in handen van de taliban was gevallen. Voormalig vicepresident Amrullah Saleh riep zich hier uit tot president van Afghanistan en gaf samen met enkele andere weerstandsstrijders leiding aan het Nationaal Verzetsfront van Afghanistan tegen de taliban. Op 6 september 2021 viel ook de Panjshirvallei in handen van de taliban en vluchtte Saleh naar Tadzjikistan.